# Horst Köppel
Horst Köppel (n. 17 mai 1948, Stuttgart, Germania) este un fost fotbalist german.
În cariera sa, Köppel a evoluat la Stuttgart, Borussia Mönchengladbach și Vancouver Whitecaps. Între 1968 și 1973, Köppel a jucat 11 meciuri și a marcat 2 goluri pentru echipa națională a Germaniei.

## Statistici
| Germania | Germania | Germania |
| An       | Meciuri  | Goluri   |
| -------- | -------- | -------- |
| 1968     | 3        | 0        |
| 1969     | 0        | 0        |
| 1970     | 0        | 0        |
| 1971     | 6        | 2        |
| 1972     | 0        | 0        |
| 1973     | 2        | 0        |
| Total    | 11       | 2        |